# Rørup Kirke
Rørup Kirke ligger i landsbyen Rørup ca. 17 km NØ for Assens (Region Syddanmark).
Kirken blev grundlagt i 1100-tallet, men det nuværende langhus blev opført i sengotisk stil af mursten i begyndelsen af 1500 årene. Tårnet er fra 1755.

## Eksterne kilder og henvisninger
- Wikimedia Commons har flere filer relateret til Rørup Kirke
- Rørup Kirke – Rørup kirkes historie Arkiveret 20. december 2019 hos  Wayback Machine
- Rørup Kirke Arkiveret 31. januar 2011 hos  Wayback Machine hos nordenskirker.dk
- Rørup Kirke hos KortTilKirken.dk